# Airat Bakare
Pour les articles homonymes, voir Bakare.
Airat Bakare (née le 20 mai 1967) est une sprinteuse nigériane.

## Carrière
Airat Bakare est médaillée d'or du relais 4 x 400 mètres aux Championnats d'Afrique d'athlétisme 1985 et aux Championnats d'Afrique d'athlétisme 1989. Elle remporte la médaille d'or du 400 mètres aux Championnats d'Afrique de 1988 et la médaille d'or du relais 4 × 400 mètres aux Jeux africains de 1987 et aux Championnats d'Afrique de 1992. 
Elle est médaillée de bronze du 400 mètres aux Championnats d'Afrique de 1989. Aux Jeux africains de 1991, elle est médaillée d'or du 4 x 400 mètres et médaillée de bronze du 400 mètres. Elle est médaillée de bronze du relais 4 × 400 mètres aux Universiade d'été de 1987.
Elle participe au relais 4 × 100 mètres féminin et au 400 mètres des Jeux olympiques d'été de 1988.